# 乔霍尔茨
乔霍尔茨，是匈牙利索博尔奇-索特马尔-贝拉格州所辖的一个村。总面积19.35平方公里，总人口501，人口密度25.9人/平方公里（2011年1月1日）。